# Jan Troost
Jan Troost (Nieuw-Loosdrecht, 3 april 1958 – Wijchen, 16 mei 2023) was een Nederlands activist in de gehandicaptenbeweging. Hij was een voorvechter van gelijke toegang, gelijke rechten en inclusie van mensen met een beperking.
Van 1996 tot 2005 was hij voorzitter van de Landelijke Gehandicaptenraad en opvolger de Chronisch zieken en Gehandicaptenraad (CG-Raad), die later is opgegaan in Ieder(in).

## Levensloop
Troost werd geboren met osteogenesis imperfecta. Hij werd direct na de geboorte weggelegd in een wiegje omdat de verpleegkundige dacht dat hij was overleden, totdat hij schreeuwde. Zijn ouders kregen van de artsen te horen dat hij niet ouder dan 28 jaar zou worden. In die jaren was er nog weinig bekend over het leven met een beperking. 
Hij werd vrij beschermd opgevoed. In 1966 onderging hij een zware operatie omdat een botbreuk niet goed genas. Bij deze operatie werd een stukje bot van zijn moeder gebruikt.
Hij begon op een reguliere basisschool en ging later noodgedwongen verder op een mytylschool. Later ging hij naar het katholieke internaat De Monnikskap van de Sint Maartenskliniek bij Nijmegen en kwam hij twee keer per maand thuis. Het gezin verhuisde van een woning zonder aanpassingen naar een toegankelijker huis met een eigen kamer voor Troost.
In 1972 demonstreerde Troost als veertienjarige, samen met anderen, bij het toen net nieuw gebouwde cultureel centrum de Lindenberg in het centrum van Nijmegen. Hiermee begon het toegankelijkheidsdenken in Nijmegen.
Toen hij 18 jaar oud was, bood het GAK (later opgegaan in het UWV) hem een auto aan. Zodoende kon hij onafhankelijk reizen, waardoor hij de hbo-opleiding maatschappelijk werk in Nijmegen kon volgen. Geen van de gebouwen bij het opleidingsinstituut was toegankelijk voor mensen die een rolstoel gebruikten. In 1980 demonstreerde Troost opnieuw met anderen bij de Lindenberg en bezette het gebouw deze keer.
In zijn tijd als voorzitter bij de Gehandicaptenraad ondernam Troost stappen om de belediging en discriminatie van mensen met een handicap strafbaar te stellen. Aanleiding was een interview met natuurkundige en cultuurfilosoof Wim Rietdijk in de interviewbundel De holle diamant - het grote debat over new age (1998) waarin Rietdijk pleitte voor het toepassen van abortus en euthanasie op mensen met een handicap. Gehandicapten werden niet expliciet genoemd in Artikel 1 van de Nederlandse Grondwet en in de Algemene wet gelijke behandeling, daarom beriep Troost zich op wetsartikel 266 (belediging) toen hij in 1999 namens de Gehandicaptenraad onder mediabelangstelling aangifte deed. Diezelfde avond nam hij deel aan een uitzending van het VARA-tv-programma Barend & Witteman over 'de zaak Rietdijk'. Hoewel er Kamervragen werden gesteld, stelde het Openbaar Ministerie dat de toenmalige wetgeving geen aanknopingspunten bood om een zaak aan te spannen. De Gehandicaptenraad liet het er niet bij zitten. In samenwerking met verschillende belangenorganisaties en Kamerleden pleitte Troost voor opname van de grond 'handicap' in Artikel 1 van de Nederlandse Grondwet. Op 17 januari 2023 is deze aanpassing doorgevoerd.

## Werkzaamheden
Troost was coördinator van de Werkgroep Integratie Gehandicapten (WIG) in Nijmegen. De WIG organiseerde samen met de Gehandicaptenraad Arnhem op 22 april 1994 het symposium en debat 'Kind op bestelling'. Dit was de eerste keer dat in Nederland mensen met een handicap zelf meepraatten over prenatale diagnostiek en de impact daarvan op hun leven. Direct na afloop van het symposium vond er een debat plaats, dat werd gepresenteerd door Peter van Ingen en uitgezonden werd door de VPRO. Troost nam actief deel aan het debat. Ook beijverde hij vanuit de WIG in 1995 de deelname van rolstoelgebruikers aan de Nijmeegse Vierdaagse.
Op het gebied van lobby en belangenbehartiging heeft Troost een lange en afwisselende loopbaan doorgemaakt. Hij was tijdens zijn voorzitterschap van de CG-Raad bestuurslid van het Europees Jaar van Gehandicapten (2003). Hij was voorzitter van het Platform voor Verandering en Vernieuwing Gehandicaptenzorg Zuid Gelderland (2004-2006), vicevoorzitter en lid Presidium Taskforce Handicap en Samenleving (2004-2008) en ambassadeur van het programma Versterking Cliëntenpositie (VCP) (2005-2012). Hij was lid van de beroepenvelden commissie (BVC) van de Hogeschool Arnhem Nijmegen, adviseur van het Liliane Fonds en aanjager van het VN-verdrag Handicap. Daarnaast werkte hij bij MEE Nederland en was hij adviseur van de Vereniging Osteogenesis Imperfecta (VOI). Ook was Troost trainer bij Ieder(in), cursusleider van ProDemos en projectleider Toegankelijkheid en Wonen bij het zelfregiecentrum Nijmegen.
Naast zijn werk in de landelijke en lokale politiek en belangenbehartiging, zette Troost zich in als activist met behulp van ludieke acties, theater en publiekshistorische initiatieven. Hij was ambassadeur van Makkers Unlimited, woordvoerder van de actiegroep 'Terug naar de Bossen' en maakte deel uit van theatergroep Aaibaarheidsfactor 10. Hij steunde de website Gehandicapten Schrijven Geschiedenis en was workshopleider Lamenblind (om mensen te laten zien en ervaren dat humor helpt om het jezelf maar ook de ander makkelijker te maken). Verder was hij 'spreekstalmeester' bij Troost over Leven, moderator bij Koken met Troost (een show in de vorm van een kookprogramma die verschillende 'ingrediënten' van inclusie toegankelijk maakt), initiatiefnemer/producer/interviewer/cameraman van Aparticipatie TV en eigenaar/adviseur van Inclusie Verenigt. De Stichting Behoud Gehandicapten Emancipatie is in 2011 door Troost opgezet om zijn activiteiten te kunnen uitvoeren.
Tijdens de coronacrisis in Nederland startte hij met filmmaker Mari Sanders de Troost & Sanders vlog, waarin ze met elkaar en met gasten actualiteiten op het gebied van handicap en toegankelijkheid bespraken. Met het Kreukelcollectief, een samenwerkingsverband van Nederlandse disability activisten, filmmakers en onderzoekers, werkt Troost aan het behoud en de ontsluiting van de geschiedenis van de Nederlandse gehandicaptenbeweging.

## Documentaire
Omroep Gelderland zond op 25 september 2022 een documentaire uit over Troost, Met broze botten barricades breken. In de documentaire vertelt Troost aan de hand van historische beelden over zijn leven.

## Privé
Troost woonde in Wijchen. Hij was getrouwd en kreeg vier kinderen. Een van zijn dochters heeft dezelfde aandoening als haar vader.
Troost kreeg in september 2021 een TIA en een herseninfarct, waarvan hij vrijwel volledig herstelde. Hij werkte in die periode aan zijn autobiografie Troost Over Leven die verscheen in maart 2022.

## Overlijden
Op 3 april 2023, de dag dat hij 65 jaar werd, kreeg Troost te horen dat hij leed aan een ernstige vorm van slokdarmkanker. Hij besloot direct dat hij nog bij zijn eigen uitvaart wilde zijn en organiseerde met al degenen die hem dierbaar waren een Prematorium-party op 22 april 2023. Op 16 mei 2023 overleed hij door euthanasie in zijn woonplaats, in bijzijn van zijn vrouw en kinderen.
Op 9 mei 2023 bracht Troost een bezoek aan de Tweede Kamer om afscheid te nemen. Bij zijn bezoek wees hij erop dat openbare gebouwen en het openbaar vervoer in Nederland nog steeds onvoldoende toegankelijk waren. Lisa Westerveld van GroenLinks zei: "Wij gaan zorgen dat zijn strijd wordt voortgezet".

## Erkenning
- Troost ontving uit de handen van burgemeester Hubert Bruls de zilveren Waalbrugspeld van de gemeente Nijmegen.[42]
- De landelijke organisatie Ieder(in) maakte op 22 april 2023 bekend dat het een jaarlijkse Troost-lezing zal organiseren ter ere van Jan Troost.[12]
- Bij cultureel centrum De Lindenberg in Nijmegen is het centrale plein vernoemd naar Troost. Het onderschrift op het naambord van het Troostplein luidt: 'Jan Troost. 1980 bezetting Lindenberg: gelijke rechten voor iedereen'.[12]
- De Vereniging Osteogenesis Imperfecta heeft Troost op 15 april 2023 uitgeroepen tot Erelid van de vereniging, als eerste persoon met OI.[43]
- Agnes Kant en Renske Leijten reikten Troost op 22 april 2023 namens de SP de Gouden Roeispaan uit, een eerbetoon aan "mensen die tegen de stroom inroeien".[44][45]

## Publicatie
- Troost over leven - 50 jaar belangenbehartiging en ondeugd (2022, uitgebracht in eigen beheer, ISBN 9789071460302, redactie Margaretha Coornstra[1])